# Ingeniería social (ciencia política)
La ingeniería social es un término empleado en un doble sentido. Primero: esfuerzos para influir actitudes; relaciones y/o acciones sociales en la población de un país o región y, segundo: una manera de implementar o aproximar programas de modificaciones sociales. Ambas acepciones implican tentativas a gran escala, sea por gobiernos o grupos privados.
A pesar de que por varias razones, el término ha sido imbuido de connotaciones negativas es necesario notar que, de hecho, toda ley  y tentativa de organización social o civil —incluyendo Ordenamiento jurídico y  territorial— tiene el efecto de cambiar el comportamiento y puede considerarse "ingeniería social". Las prohibiciones de asesinato, violación, suicidio, de tirar residuos en lugares indebidos, etc, son todas políticas destinadas a modificar comportamientos que son percibidos como indeseables. En la jurisprudencia británica y canadiense, se acepta que cambiar actitudes públicas sobre un comportamiento es una de las funciones claves de las leyes prohibitivas. Los gobiernos también influyen el comportamiento más sutilmente, a través de incentivos y desalientos incorporados, por ejemplo, en sus políticas impositivas.
Etiquetar una política como "ingeniería social" es a veces una cuestión de intenciones o percepciones. En la actualidad, el término se emplea con más frecuencia por parte de la derecha política para referirse al uso que, a su juicio, hace la izquierda de la ley o del poder político para tratar de modificar aspectos de las relaciones de poder social o la conducta o del comportamiento privado de las personas: por ejemplo, respecto a relaciones entre hombres y mujeres, o entre diferentes grupos étnicos o respecto a la salud individual. Los políticos conservadores en los Estados Unidos han acusado a sus oponentes de ingeniería social a través de su promoción de la corrección política, en la medida que se intenta cambiar las actitudes sociales al definir los lenguajes o actos aceptables e inaceptables. El conservadurismo y la derecha política también han sido acusados de intentos de ingeniería social que a juicio de la izquierda, promueven de costumbres sociales "de orden" y conductas derivadas de consideraciones morales o religiosas en relación con el comportamiento privado de las personas, tales como la abstinencia sexual, y por tratar de hacer al ser humano más competitivo que lo que sería por naturaleza (ver pensamiento único).

## Origen y evolución del término
El uso de la expresión se inició en 1894 con un ensayo del empresario y filántropo neerlandés J.C. van Marken, difundido en Francia por Émile Cheysson —uno de los integrantes del Musée social. El concepto recibió su mayor impulso en EE. UU. a través de "Social Engineering", un libro del moderado  reformista social estadounidense W. H. Tolman-conocido en aquella época por "su trabajo para ayudar a los pobres". La idea central de todo lo anterior era que no había —en las industrias— una función "social" paralela a la de los conocimientos técnicos. Tratar con los seres humanos, resolución de problemas dentro del (y quizás en todo) lugar de trabajo, es tan importante para las  empresas privadas como la utilización óptima de materiales y maquinarias, en términos de eficiencia y rentabilidad debido a factores de motivación y lealtad entre los trabajadores.
Se ha sugerido que los planteamientos de Jacob van Marken, Claude Cheysson y William H. Tolman (William H. Folman) reflejan el encuentro entre el reformismo social y la gestión de negocios dentro de la perspectiva de "la cuestión laboral" de la época, que preveía la solución de problemas sociales como emanando de la acción motivada por la implementación racional del interés de los actores sociales. Y que ese paralelismo funcional establecido por ellos, haciendo hincapié en el carácter no técnico de las calificaciones profesionales del ingeniero social, incluyendo los talentos del diplomático, está en contraste con el uso posterior del término, basado en la metáfora de la máquina —que se convirtió en el núcleo del concepto peyorativo actual— que se popularizó a partir de 1911.
En otras palabras, se sugiere que el origen del término está en el concepto de filantropía tal como fue entendido por los pensadores liberales de la segunda mitad del siglo XIX.  Y que en la tentativa de construir los "ingenieros sociales" como un grupo especializado de "intermediarios racionales" entre el capital y el trabajo, sus proponentes fueron crecientemente empujados, buscando un objetivismo científico, a adoptar una posición mecanicista. Para la década del 30 y 40 del siglo XX, el término había caído en desuso en la mayoría de los países.
A partir de esa especialización se generalizó la percepción que la "ingeniería social" puede ser usada como una técnica o método para lograr una variedad de resultados, es decir, la ingeniería social deja de ser un método para implementar la solución de problemas sociales tales como la pobreza y se transforma en un método de manipular la población. La discusión acerca de la posibilidad, métodos y moralidad de tal manipulación se hizo especialmente relevante a partir de la emergencia del nazismo, con el uso masivo por el estado y otros de técnicas modernas de propaganda. Esa discusión aún tiene relevancia.

## Propaganda como ingeniería social
El desarrollo de la propaganda como método de control de la opinión o mente pública —y subsecuente asociación de ambos conceptos— se origina en el trabajo de Edward Bernays, quien sentía que el buen juicio democrático del público "no era confiable" así que "deben ser guiados desde arriba".  Bernays introduce el concepto de 'engineering of consent' —ingeniería del consentimiento— y lo define como el arte de manipular a las personas, específicamente, el público estadounidense, quienes son descritos como "fundamentalmente irracionales, que no son confiables". Bernays mantenía que la totalidad de la población, es indisciplinada o carece de principios morales o capacidad intelectual y son vulnerables a influencias inconscientes y por lo tanto susceptibles a desear cosas que no necesitan, lo que se logra a través de ligar esas ideas y productos que están siendo promovidas a deseos subconscientes.
Fundamental para el desarrollo de esas posibilidad fue el trabajo de Alex Carey. Carey diferenció entre publicidad —que es la promoción de artículos o servicios— y relaciones públicas, que es la promoción de los intereses corporativos ya sea de una empresa o las empresas en general. Las relaciones públicas a su vez son divididas en "internas" —aquellas dirigidas a los empleados de la empresa— y "externas", que a su vez se dividen en las dirigidas al público en general y aquellas dirigidas a los formadores de opinión, académicos, líderes políticos o sociales, etc.
Consecuentemente tanto él como otros publicistas han sido acusados de ser propagandistas y manipuladores engañosos que representan intereses sectoriales contra el interés público. Y que ese uso de la propaganda corporativa tiene fines no solo comerciales, sino sociales y políticos.
Concrétamente se ha alegado que en los países democráticos, tanto el poder político como el económico son vulnerables a la manipulación de la opinión pública. Concrétamente, que, de tiempo en tiempo, se hace general la percepción que el sistema capitalista es explotador o abusivo. Cuando eso sucede, se crea una situación en la cual se demandan medidas de solidaridad social, incluyendo impuestos más altos y progresistas, y otras medidas de política social que son vistas como no deseables por los intereses corporativos. Eso crea una demanda en esos sectores para contrarrestar esas opiniones, lo que se implementa a través de medidas de relaciones públicas que envuelven el trabajo de científicos sociales y expertos en moldear la opinión pública.
Por ejemplo, George Soros, un estudiante de Karl Popper, ha sugerido que el sofisticado uso de poderosas técnicas de manipulación, tomados de esa publicidad moderna y de la ciencia cognitiva por los operadores políticos ocasiona que en el presente, 'el principal enemigo de la sociedad abierta es la amenaza capitalista'

## Ingeniería social y gobiernos
Si bien es correcto que la ingeniería social —entendida como propaganda o relaciones públicas que buscan modificar no solo percepciones sino la opinión pública y formas o valores culturales— puede ser usada por cualquier organización, ya sea grande o pequeña, privada, pública o comunal, desde oenegés a supra estatales pasando por las asociaciones deportivas, religiosas y filosóficas —no es menos correcto que los proyectos más amplios y a veces los más intensos— son aquellos iniciados por gobiernos. Ejemplos de tales campañas han ocurrido en países con regímenes autoritarios.
Quizás el ejemplo más conocido y citado de lo anterior sea la manipulación de la totalidad de la población a través de la propaganda durante el régimen nazi. La propaganda nazi no buscaba solo fortalecer la fidelidad al régimen o el odio hacia los judíos, sino también —en una concepción derivada de la Kulturkampf bismarckiana— modificar o controlar la totalidad de la vida ciudadana, difundiendo formas culturales consideradas convenientes, aceptables o saludables para la nación, lo que implicó que se extendiera a todas las áreas de la vida de los individuos. En las palabras de Joseph Goebbels, quien llegó a estar a cargo del "Ministerio del Reich para la educación del pueblo y la propaganda", creado en 1933- “Propaganda es un medio para un fin. Su propósito es llevar a la gente a una comprensión que les permitirá, voluntaria y sin resistencia interna, dedicarse ellos mismos a las tareas y objetivos de una dirección superior.”  y “La propaganda es por lo tanto, una función necesaria del estado moderno. Sin ella es simplemente imposible, en este siglo de las masas, aspirar a grandes objetivos. (La propaganda) Se sitúa al comienzo de la actividad política práctica en cada aspecto de la vida pública. Es un prerrequisito importante y necesario”.
Una variedad de objetivos y técnicas similares se pueden encontrar en otros regímenes dictatoriales. Por ejemplo, la Dictadura de los coroneles griega trató de controlar la opinión pública de ese país no solo por la propaganda directa sino también creando y tratando de introducir neologismos y eslóganes al lenguaje político diario, tales como palaiokommatismos (el viejo partidismo), Ellas Ellinon Christianon (La Grecia de los cristianos griegos), Ethnosotirios Epanastasis (Revolución de salvación nacional) significando el golpe de Estado, etc.
Algunos autores han visto la Revolución cultural china como una tentativa de ingeniería social, dado que la idea maoísta de que la nueva China debía romper con los hábitos feudales del pasado adquirió gran importancia. Esa idea se concretó en un llamado a los jóvenes a acabar con los llamados «Cuatro antiguos» (四旧 / 四舊 / sì jiù, a veces traducido como 'Los cuatro viejos'): los usos antiguos, las costumbres antiguas, la cultura antigua y el pensamiento antiguo. Sin embargo, observadores occidentales generalmente ven la revolución cultural como primariamente una lucha por el poder, en la cual las llamadas por renovación política fueron primariamente usadas con el fin de desprestigiar oponentes, más que con el fin real de producir un cambio social.
Sin embargo parece necesario notar que no todo régimen autoritario necesariamente emplea directamente métodos dictatoriales de modificaciones culturales. Por ejemplo, en los 1920, y a pesar el gobierno de la URSS se embarcó en una tentativa sistemática para transformar "la cultura" de la antigua Rusia zarista con una cultura nueva, los métodos mismos no fueron opresivos en el aspecto artístico y cultural. En el medio de un gran debate al respecto, tanto  Lenin como otros consideraron que los cambios culturales sucederían como consecuencia de los cambios económicos y materiales, y -consecuentemente- dieron libertad de expresión a los artistas, concentrando, por un lado, en lograr y extender el acceso del proletariado a la cultura y, por el otro y fundamentalmente, modificar las bases materiales de la sociedad. Ese proyecto se extendió incluso a la arquitectura. Específicamente, el "constructivismo"  desarrolló el concepto de "condensador social", que buscaba construir los espacios públicos con el fin de romper las jerarquías sociales, haciendo tales espacios un punto de encuentro de diferentes actividades a fin de "generar sucesos imprevistos". Conviene recordar que -para Lenin- lo principal de la "cultura nueva" era librarse de los peores aspectos de la "cultura feudal" que aún existía en Rusia en aquellos tiempos, reemplazándola con una "cultura burguesa". El uso de los espacios públicos como "condensadores sociales" ejemplifica esa percepción. A pesar de que puede ser difícil visualizar desde el punto de vista actual en países occidentales, el encontrarse y mezclarse libremente en un espacio público, sin que los "inferiores" tengan que dar prioridad a sus "superiores sociales", es una innovación que se originó con las revoluciones liberales.  Remanentes de esa segregación social todavía persisten en barrios separados por consideraciones de clase. Igualmente, y más en general, el proyecto de extender educación y acceso a la cultura a toda la población se puede trazar directamente a las concepciones "burguesas" de Rousseau -ver, por ejemplo, Emilio, o De la educación.
Se ha argumentado que, hacia el fin de su vida, Lenin propuso una "revolución cultural" basada en el cooperativismo.
Esa situación de libertad artística cultural cambió bajo el régimen de Stalin, para quien no era aceptable la existencia de cualquier forma de cultura "no proletaria", siendo él mismo quien definía que era o no "proletario".
Gobiernos no autoritarios tienden a implementar programas menos intensos o extensos, pero más sostenidos, que, posiblemente, dan resultados más durables. Ejemplos de tales proyectos están constituidos por el establecimiento —más o menos teórico— de una variedad de principios legales -tales como los de soberanía popular e igualdad ante la ley - y leyes que redefinen o modifican costumbres y/o conceptos -por ejemplo, la gradual modificación del concepto de derecho de autor;  patrimonio, etc - y campañas o programas que buscan modificar paulatinamente la sociedad entera -tales como los programas o sistemas educacionales establecidos por diversos gobiernos a partir de la segunda mitad del siglo XIX- o programas específicos tales como la  guerra contra las drogas, etc.
Algunos teóricos —notablemente Theodor Adorno y los miembros de la Escuela de Fráncfort sugieren que —en las democracias— la ingeniería social se manifiesta a través de una variedad de sistemas de control social —especialmente los medios de comunicación masivos— que constituyen efectivamente un mecanismo de difusión y perpetuación de la llamada cultura de masas.
El escritor Juan Manuel de Prada sostiene que Rousseau es el padre de la ingeniería social.

## Ingeniería social y Karl Popper
El término fue reintroducido por Karl Popper en el primer volumen de La sociedad abierta y sus enemigos (1945), con un sentido diferente: la implementación de los métodos críticos y racionales de la ingeniería y ciencia a la solución de los problemas sociales.
Popper introduce una diferencia entre la implementación "razonable" de una propuesta y la "utópica". La implementación razonable —gradual e incremental— es propia de las democracias, y la utópica —que intenta resolver el problema o problemas en forma absoluta e inmediata— propia de sistemas totalitarios:

La ingeniería gradual habrá de adoptar, en consecuencia, el método de buscar y combatir los males más graves y serios de la sociedad, en lugar de encaminar todos sus esfuerzos hacia la consecuencia del bien final... La diferencia que media entre un método razonable para mejorar la suerte del hombre y un método que, aplicado sistemáticamente, puede conducir con facilidad a un intolerable aumento del padecer humano. Es la diferencia entre un método susceptible de ser aplicado en cualquier momento y otro cuya práctica puede convertirse fácilmente en un medio de posponer continuamente la acción hasta una fecha posterior, en la esperanza de que las condiciones sean entonces más favorables. Y es también la diferencia que media entre el único método capaz de solucionar problemas (según lo enseña la experiencia histórica, incluyendo la propia Rusia, como se verá más adelante) y otro que, dondequiera que ha sido puesto en práctica, solo ha conducido al uso de la violencia en lugar de la razón, y, si no a su propio abandono, al abandono, en todo caso, del plan original.

La sugerencia puede ser resumida en los siguientes aspectos básicos: los objetivos a ser logrados debe ser problemas concretos —instituciones o situaciones específicas a diferencia de soluciones últimas o totales— definidos —aún implícitamente— de manera consensual. Por ejemplo, de la misma manera que en ingeniería industrial el objetivo es aumentar la producción o productividad y no planear indefinidamente a fin de lograr la máquina o fábrica perfecta (lo que lleva a "analysis paralysis"), un objetivo social es disminuir la pobreza más que planear la solución de todos los males sociales. Los resultados o metas deben ser aproximados racional e incrementalmente: de la misma manera que en ingeniería se estudia y evalúa el cómo se han implementado métodos y técnicas en fábricas y plantas previas a fin de adecuar, refinar y mejorar esas técnicas y máquinas antes de construir una nueva, más eficiente, los ingenieros sociales no solo deben estudiar cuáles y cómo se han implementado otras tentativas de solución sino establecer objetivos específicos, medibles y alcanzables en un plazo realista: el objetivo final puede ser "la eliminación de la pobreza" pero el objetivo práctico de un programa concreto debe ser reducir el número de quienes son afectados de acuerdo a un criterio específico - ver, por ejemplo,  Medida de la pobreza.  Los métodos deben ser evaluados en relación con sus resultados, sin cometimiento ideológico, de la misma manera que una máquina o proceso industrial es evaluada en relación con sus resultados concretos en las circunstancias específicas en que se usa y modificado o reemplazado si no ofrece los resultados esperados. Propuestas específicas deben ser implementadas tentativamente: de la misma manera que en la ingeniería industrial se implementan plantas piloto antes de comprometer la totalidad de los recursos, en la ingeniería social se deben implementar proyectos pilotos, antes de generalizar a una sociedad entera.
Popper agrega:

El ingeniero gradualista puede aducir en favor de su método que la lucha sistemática contra el sufrimiento, la injusticia y la guerra tiene más probabilidad de recibir el apoyo, la aprobación y el acuerdo de un gran número de personas, que la lucha por el establecimiento de un ideal. La existencia de males sociales, vale decir, de condiciones sociales que hacen padecer a muchos hombres, puede establecerse con relativa precisión... Es, en cambio, infinitamente más difícil razonar acerca de una sociedad ideal.

## Citas y referencias
1. ↑   Nederlandsch Economisch-Historisch Archief: J.C. van Marken - Biografisch portret
2. ↑   bio en Wiki francesa: Émile Cheysson
3. ↑   William Howe Tolman (1909):  Social Engineering
4. ↑   New York Times: Dr. Tolman Sails on His Mission.
5. ↑  David Östlund (2007): The Business Career of the Terminology of Social Engineering 1894-1910 Archivado el 5 de julio de 2020 en Wayback Machine.
6. ↑  Ann-Katrin Hatje (2007): Female Social Engineering and Its Philanthropic Roots
7. ↑  Carl Marklund (2007): Some Notes on the Rhetorics of Social Engineering in Depression-Era Sweden and the USA
8. ↑   Entrevista a Anne Bernays en programa The History of Public Relations de la BBC.
9. ↑  Edward L. Bernays (1947), The Engineering of Consent, The Annals of the American Academy of Political and Social Science, 250 p. 113.
10. ↑   Edward L. Bernays: (1928): "Propaganda, Horace Liveright, ISBN 978-0-8046-1511-2
11. ↑   bio en Wiki inglesa: Alex Carey
12. ↑   Alex Carey (publicación póstuma en 1997): Taking the Risk Out of Democracy University of Illinois Press - ISBN 978-0-252-06616-0
13. ↑   Ver, por ejemplo: John Kenneth Galbraith: "El Nuevo Estado Industrial", etc.
14. ↑    Roderick Hill (1997): Taking the Risk Out of Democracy. Propaganda in the U.S. and Australia
15. ↑  Soros, George, "From Karl Popper to Karl Rove - and Back", http://www.project-syndicate.org/commentary/soros36
16. ↑   El magnate George Soros advierte: 'el principal enemigo de la sociedad abierta es la amenaza capitalista'
17. ↑   Joseph Goebbels (1934): Der Kongress zur Nürnberg 1934 (Munich: Zentralverlag der NSDAP., Frz. Eher Nachf., 1934), pp. 130-141.
18. ↑   David Walsh (2006): El marxismo, el arte y el debate soviético sobre la "cultura proletaria"
19. ↑   Ver, por ejemplo: Anatole Kopp, (1970) "Town and Revolution" London. p.112
20. ↑   Lenin: The Cultural Revolution, 1923
21. ↑   Por ejemplo: Walter A. Jackson (1994): http://books.google.com/books?id=b5D1ev51ZU8C&dq=equality+%2B+social+engineering&lr=&source=gbs_navlinks_s
22. ↑  Catherine Hakim (2008): Do we need more social engineering for sex equality? Archivado el 29 de diciembre de 2011 en Wayback Machine.
23. ↑  https://www.xlsemanal.com/firmas/20160403/paradoja-libertad-9647.html
24. 1 2 3  Popper, K. (1945) La sociedad abierta y sus enemigos, cap 9 "Esteticismo, perfeccionismo, utopismo".-  Ediciones Paidós Ibérica (1992).-  ISBN 84-395-2177-4